# 金泉市
金泉市（：／ Gimcheon si */?）位于韓國庆尚北道，地处庆尚北道、庆尚南道、全羅北道、忠清北道、忠清南道五道交会处。人口约16万，面积1005.5平方公里。金泉市是韩国中部的交通枢纽，具有十分重要的战略地位。